# Tetrahedron Letters
Tetrahedron Letters es una publicación científica internacional semanal para la divulgación rápida de artículos científicos de investigación, originales en el campo de la química orgánica. Es publicada por Elsevier, del Reino Unido, desde 1959. El factor de impacto de esta revista es 2,379 (2014).